# Sassetot-le-Malgardé
Sassetot-le-Malgardé è un comune francese di 96 abitanti situato nel dipartimento della Senna Marittima nella regione della Normandia.

## Società

### Evoluzione demografica
Abitanti censiti